# Димитър Ляпов
Димитър Николов Ляпов – Гурин с псевдоними Васил Василев, Р. Габеров, Р. Робертов е български революционер и публицист, деец на Вътрешната македоно-одринска революционна организация и на Върховния македоно-одрински комитет.

## Биография
Димитър Ляпов е роден през 1870 година в костурското село Бобища, тогава в Османската империя, днес в Гърция. Псевдонимът Гурин произхожда от дървесния вид горун, вид дъб. Фамилното име Ляпов произлиза от думата леп - хубав. Завършва Солунската българска мъжка гимназия с петия випуск в учебната 1889/1890 година. В 1891/1892 година е учител в Българското духовно училище в Цариград, като същевременно преподава и в четирикласното българско училище във Фенер. Също така Ляпов става секретар на Българската екзархия в града и в 1894 година основава Цариградския революционен комитет, чийто председател е до към 1896 година. Димитър Ляпов напуска Цариград и се мести в София, където се включва активно в дейността на Върховния комитет и става главен редактор на неговия орган вестник „Реформи“. На Третия македонски конгрес през ноември 1896 година е избран за член на Комитета. Ляпов е и частен секретар на министъра на вътрешните работи Васил Радославов. Като такъв, през 1900 година успява да въздейства на Радославов, за да се направят постъпки пред турското правителство и да се освободят от затвора четиримата български атентатори-анархисти, подготвили преди това неуспешен атантат срещу Отоман Банк.
| “ | София, 5 септемврий 1927 Уважаема и драга Менча, Изпращамъ ти два екземпляра отъ календарния текстъ за идната 1928 година. Единиятъ екземпляръ е за тебе, а другиятъ за Ванчо. Моитѣ пожелания сѫ, този календаренъ текстъ да го използувате презъ идната година въ свободна и независима Македония, като двамата броите летнитѣ му дни въ Крушево, а зимнитѣ му дни в Щип. На тебе, на Ванчо, на твоите майка и на твоя баща изпращамъ сърдечни поздрави. Д. Л. Гуринъ | ” |
|   | |   |

В 1905 година Ляпов заедно с Борис Сарафов участва в заговора за убийството на султан Абдул Хамид II, организиран от арменския революционен комитет в Женева, начело с Кристофор Микаелян. След Младотурската революция в 1908 година Ляпов е сред противниците на прекратяването на дейността на ВМОРО и в 1910 година става инициатор на създаването на БНМОРО.
В 1912 година при избухването на Балканската война Ляпов е в четата на Георги Занков на Македоно-одринското опълчение, действаща в Разлога и спомогнала за освобождението на градовете Мехомия и Сяр, а по-късно в щаба на Трета солунска дружина. За проявено отличие в боя е награден с орден „За храброст“ IV степен.
След войните Ляпов е член на Илинденската организация. След Деветнадесетомайския преврат в 1934 година е затворен в лагер в Айтос. Умира на 17 февруари 1941 година в София. Устроено му е тържествено погребение.